# バーナード・ボアッティーニ彗星
バーナード・ボアッティーニ彗星（英語: 206P/Barnard-Boattini）は、写真を用いて発見された最初の彗星である。アメリカ合衆国の天文学者エドワード・エマーソン・バーナードが1892年10月13日夜に発見した。
この接近の後には見失われ、D/1892 T1という記号が付けられた。スロバキア科学アカデミーのĽuboš Neslušanは、ヴォルフ彗星とこの彗星は過去に彗星が分裂して2つの天体になった可能性を指摘した。
この彗星は、2008年10月7日にアンドレア・ボアッティーニによってカタリナ・スカイサーベイで偶然再発見された。ボアッティーニの発見した彗星とバーナードの発見した彗星が同定されるまではこの彗星はボアッティーニ彗星と名付けられていた。2008年の回帰では10月21日に地球に0.19 auも接近していた。この彗星は1892年以来20周しており、1922年、1934年、2005年には木星から0.3 - 0.4 auの距離を通過したと考えられている。
バーナード・ボアッティーニ彗星は2022年現在、2009年1月4日にマウントジョン天文台で検出されて以来観測されていない。2014年の回帰までは公転周期が約5.8年だったが、2017年7月9日に木星の摂動の影響を受けたので現在は約6.5年となっている。